# Brenner (Hardware)

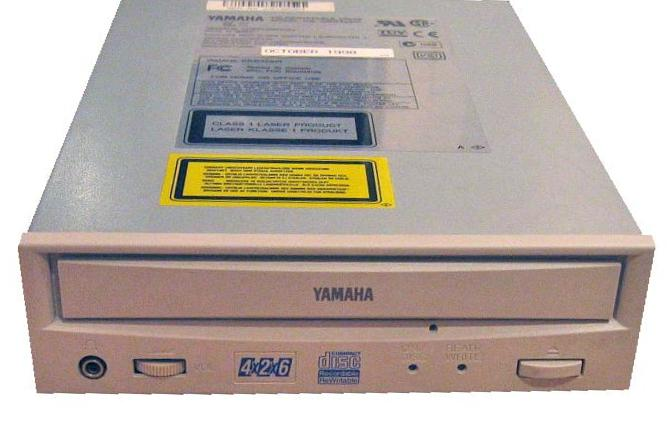
5,25″-CD-RW-Brenner

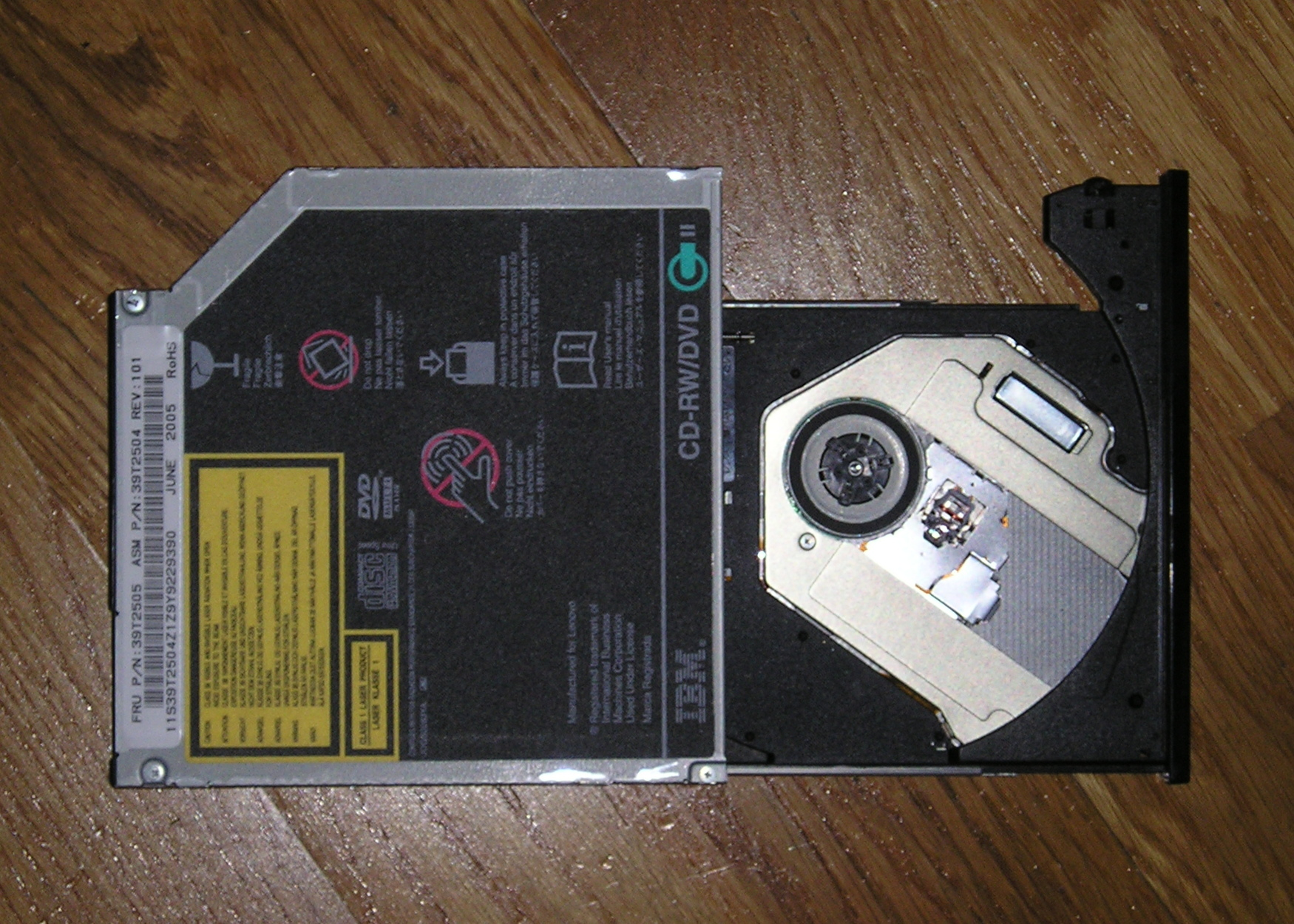
Slimline-CD-RW-Brenner / DVD-ROM-Laufwerk

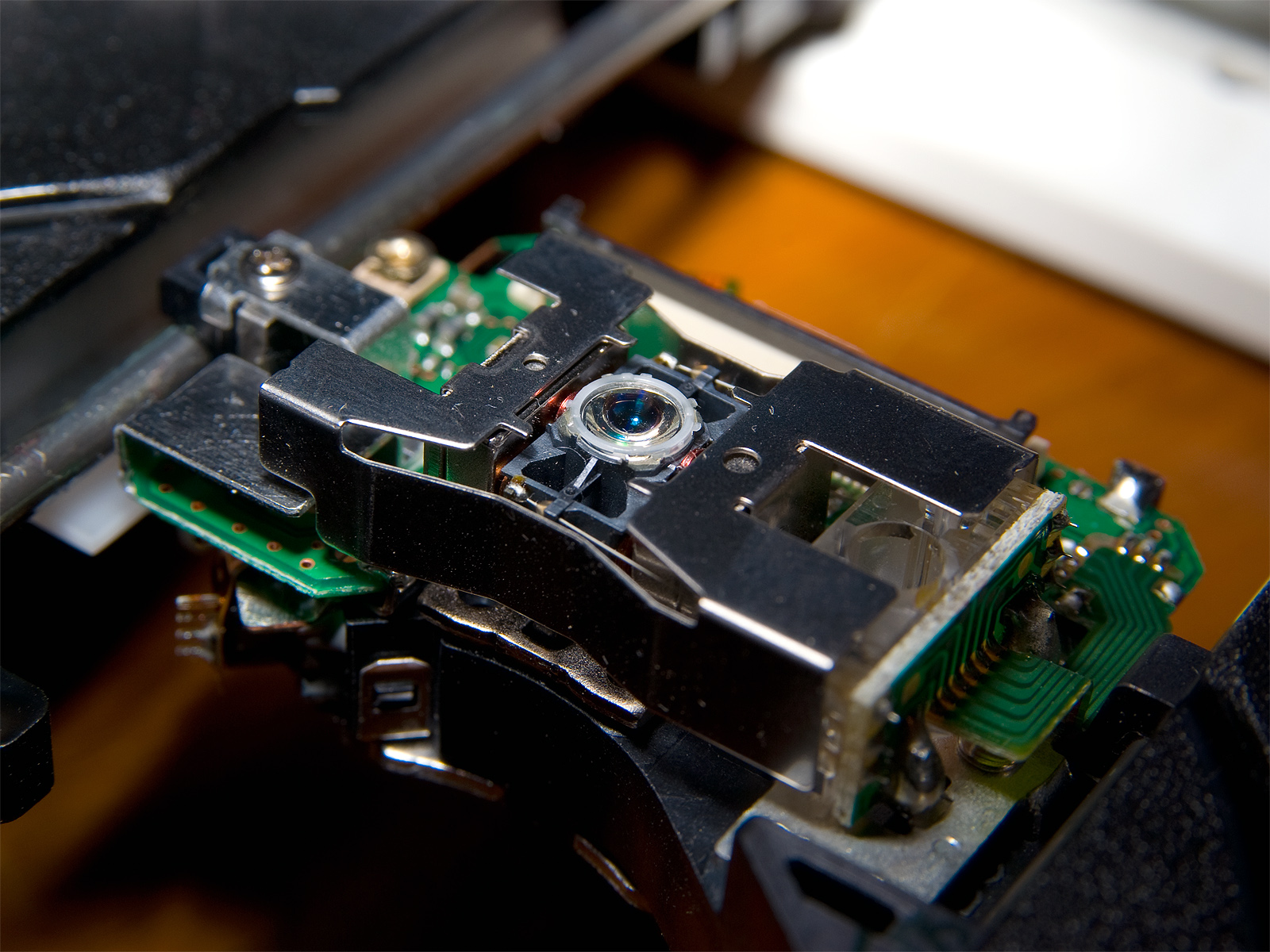
Optischer Schreib-Lese-Kopf eines CD/DVD-Laufwerkes; in der Mitte ist die in zwei Achsen bewegliche Fokussierlinse zu sehen.

Als ein Brenner wird in der Informationstechnik ein optisches Laufwerk bezeichnet, mit welchem CDs, DVDs oder Blu-ray Discs sowohl gelesen als auch mit Brennprogrammen beschrieben („gebrannt“) werden können. Im Gegensatz zur Vervielfältigung in einem Presswerk werden Daten von einem Brenner dupliziert, nicht repliziert.

## Geschichte
Zunächst konnten Audio-CDs und CD-ROMs von Endverbrauchern nur abgespielt oder ausgelesen, jedoch nicht selbst beschrieben werden. Im Jahr 1992 (zur Photokina) kamen CD-Brenner auf den Markt, wobei diese jedoch einen für viele Benutzer unerschwinglichen Preis hatten (22.000 DM). 1996 fielen die ersten Brenner unter die 10.000-DM-Grenze. Mit der Markteinführung der DVD wurden CD-Brenner nochmals erheblich günstiger und damit für den Massenmarkt tauglich. Später wurden DVD-Brenner bei neuen Computern Teil der Standardausstattung und fanden sich auch in Unterhaltungselektronik wie Videorekordern und HiFi-Anlagen eingebaut. Ab etwa den 2010er Jahren ließ die Verwendung von CDs, CD-ROMs und DVDs in Folge des Preisrückgangs bei USB-Massenspeichern sowie der weitverbreiteten Verfügbarkeit von Breitbandanschlüssen, die das Laden und Streamen auch großer Datenmengen über das Internet ermöglichen, deutlich nach; optische Laufwerke, und damit auch Brenner, gehören daher mittlerweile nicht mehr zur Standardausstattung von Computern, sind aber nach wie vor auf dem Markt erhältlich.
Anfänglich wurde vor allem die Erhöhung der Lese- und Brenngeschwindigkeiten der Laufwerke vorangetrieben; später wurde verstärkt die Unterstützung möglichst vieler verschiedener CD- und DVD-Formate sowie die Erhöhung der Brennqualität angestrebt.
Da mit Brennern urheberrechtlich geschütztes Material vervielfältigt werden kann, müssen Hersteller und Importeure von Brennern seit Anfang der 1990er-Jahre eine Pauschalabgabe an die Verwertungsgesellschaften bezahlen.

## Grundsätzliche Brenner-Varianten
Nachfolgend die drei grundsätzlichen Brennervarianten in ihrer historischen Reihenfolge (CD, DVD und BD).

### CD-Brenner
Ein CD-Brenner ist ein Gerät zum Beschreiben von CD-R- oder CD-RW-Rohlingen, die dann mit einem normalen CD-Spieler oder CD-ROM-Laufwerk ausgelesen werden können. Die CD-Brenner der ersten Generation konnten nur CD-R-Rohlinge beschreiben. Spätere Modelle konnten sowohl CD-R-Rohlinge als auch CD-RW-Rohlinge beschreiben. 
Der CD-Brenner arbeitet mit einem Laser, mit dem das Material der CD-R oder CD-RW lokal erhitzt wird, so dass sich die Reflexionseigenschaften ändern. Bei CD-Rs ist dieser Vorgang irreversibel, während CD-RWs wieder gelöscht werden können. 
Die Geschwindigkeit des Beschreibvorgangs, auch Brennvorgang genannt, wird in Vielfachen von 176,4 KB/s (Raw- bzw. Musik-Daten; entspricht 150 KB/s Nutzdaten) angegeben, wobei dies der Lesegeschwindigkeit einer normalen Audio-CD entspricht. So braucht ein Vierfach-Brenner zum Brennen einer 74-min-CD (650 MB) 18,5 Minuten. Brenngeschwindigkeiten bis zu 56-fach sind üblich. Bei Geschwindigkeiten von über 48-fach besteht das Risiko einer Beschädigung der Rohlinge durch die auftretenden Zentrifugalkräfte, weshalb die meisten handelsüblichen Brenner nur mit bis zu 48-fach oder 52-fach arbeiten.
Geräte, die CDs brennen und lesen, DVDs aber lediglich lesen können – mit anderen Worten, CD-Brenner mit integriertem DVD-Laufwerk – bezeichnet man als Combo-Laufwerke; durch den Preisverfall bei DVD-Brennern sind diese mittlerweile praktisch vom Markt verschwunden.
CD-Brenner können in der Regel auch außerhalb der spezifizierten Bereiche schreiben, etwa bei Audio-CDs jenseits von 74 Minuten, insbesondere im Bereich der 80. bis 82. Minute. Diese Fähigkeit wird als Overburn („Überbrennen“) bezeichnet. Hierbei besteht das Risiko, dass einige CD-Player diesen Bereich nicht mehr lesen können.
CD-Brenner, die ausschließlich zur Aufnahme oder Duplikation von Audio-CDs konzipiert sind, werden als CD-Rekorder bezeichnet.

### DVD-Brenner

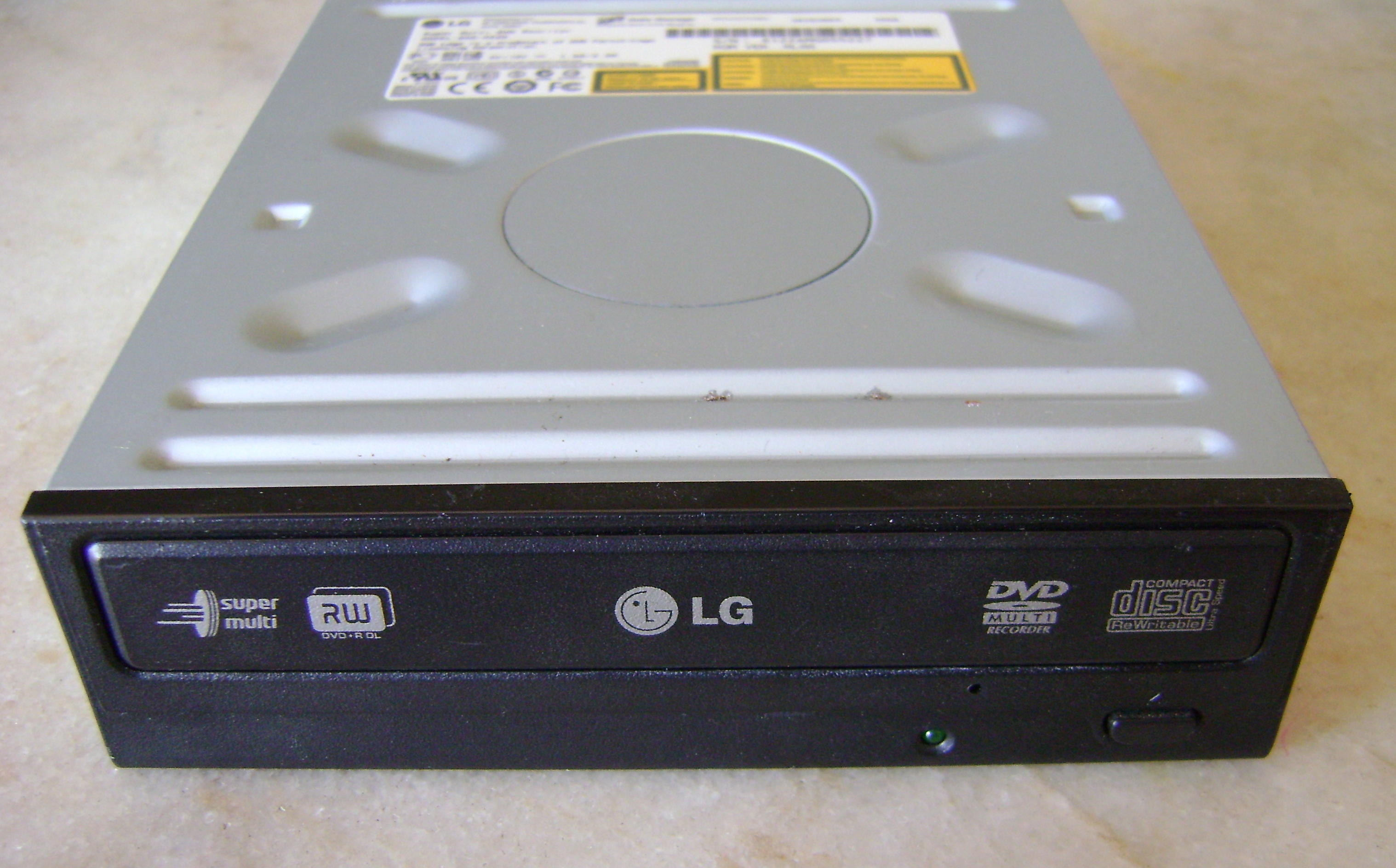
5,25″-DVD-RW-Brenner

Ein DVD-Brenner, die Weiterentwicklung des CD-Brenners, ist ein Anfang der 2000er-Jahre in den Markt eingeführtes Gerät zum Beschreiben von DVD-Rohlingen. Alle modernen DVD-Brenner können beschriebene CDs und DVDs lesen, fast alle können auch CD-Rohlinge beschreiben.
Die Brenn-Technologie ist ähnlich wie beim CD-Brenner, nur arbeitet das Gerät mit einer höheren Auflösung.
Die Geschwindigkeit des Brennvorgangs wird in Vielfachen von 1,385 MiB/s angegeben. „einfach“ bedeutet also etwa eine Stunde pro 4,7-GB-Rohling (entsprechend 4,38 GiB bzw. 4489 MiB), „zweifach“ entspricht einer halben Stunde pro Rohling, „vierfach“ entspricht einer Viertelstunde usw.
Die höheren Geschwindigkeiten (ab ca. sechsfach) werden nicht mehr auf dem gesamten Rohling wirksam. Die Brenner steigern die Geschwindigkeit von innen nach außen in zwei verschiedenen Verfahren: kontinuierlich im CAV-Modus oder stufenweise im ZCLV-Modus. Somit steigert sich die effektive Brenngeschwindigkeit bei höheren Nenn-Geschwindigkeiten nur noch gering. Da sich allerdings Materialschwankungen gerade in den äußeren Randbereichen der DVD-Rohlinge auswirken, steigt mit zunehmendem Brenntempo – welches ja erst im äußeren Bereich zum Tragen kommt – auch die Fehlerrate.
Die meisten von DVD-Brennern beschriebenen DVD-Rohlinge können sowohl in DVD-ROM-PC-Laufwerken als auch in heutigen DVD-Spielern abgespielt werden. DVD-R-Rohlinge sind oft besser lesbar als DVD+R-Rohlinge, da nur sie standardisiert sind. Wird von der Möglichkeit des Bitsettings Gebrauch gemacht, werden DVD+R-Rohlinge allerdings von einigen Laufwerken akzeptiert, die beschreibbare DVDs sonst abweisen.
Neuere Brenner können auch DL-Medien (Double Layer bzw. Dual-Layer) mit einem Volumen von 8,5 GB (entsprechend 7,96 GiB bzw. 8152 MiB) beschreiben.
Folgende Bezeichnungen sind bei DVD-Brennern gebräuchlich:
- Multi = DVD-R/-RW und DVD+R/+RW
- Super = zusätzlich DVD-RAM
- Plus = zusätzlich Double Layer
- Superdrive = ein Brenner in Apple-Computern, der DVD und CD schreiben und lesen kann.

Ein SuperMultiPlus-DVD-Brenner etwa ist also kompatibel zu DVD±R/RW und DVD-RAM und kann außerdem doppellagige Medien (soweit verfügbar) beschreiben.

### Blu-ray-Brenner

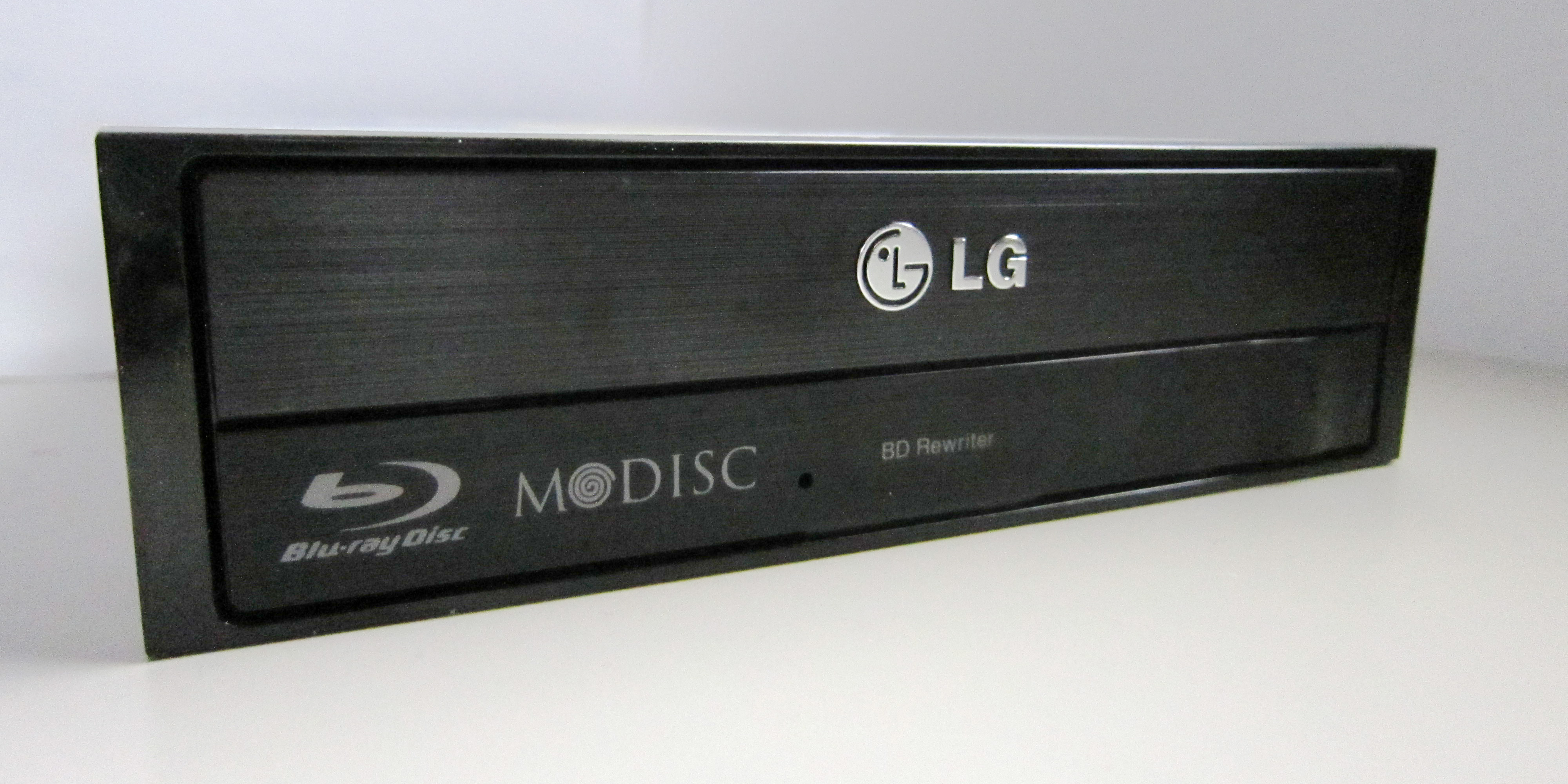
5,25″-Blu-ray-Brenner

Ein  Blu-ray-Brenner ist der Nachfolger der CD- und DVD-Brenner und kann neben Blu-ray Discs (BD, BD-R und BD-RE) im Regelfall auch alle vorherigen Formate (inkl. DVD-RAM) lesen und beschreiben. Viele BD-Brenner können auch HD-DVDs lesen.

### SuperDrive
SuperDrive ist ein Apple-spezifisches Laufwerk, das 1998–99 für das 3,5″-Format eingeführt wurde und seit 2001 einen CD/DVD-Brenner bezeichnet. Das SuperDrive wird als slot load drive ausgeführt und ist daher nicht in der Lage, das Mini-CD-Format zu verarbeiten.

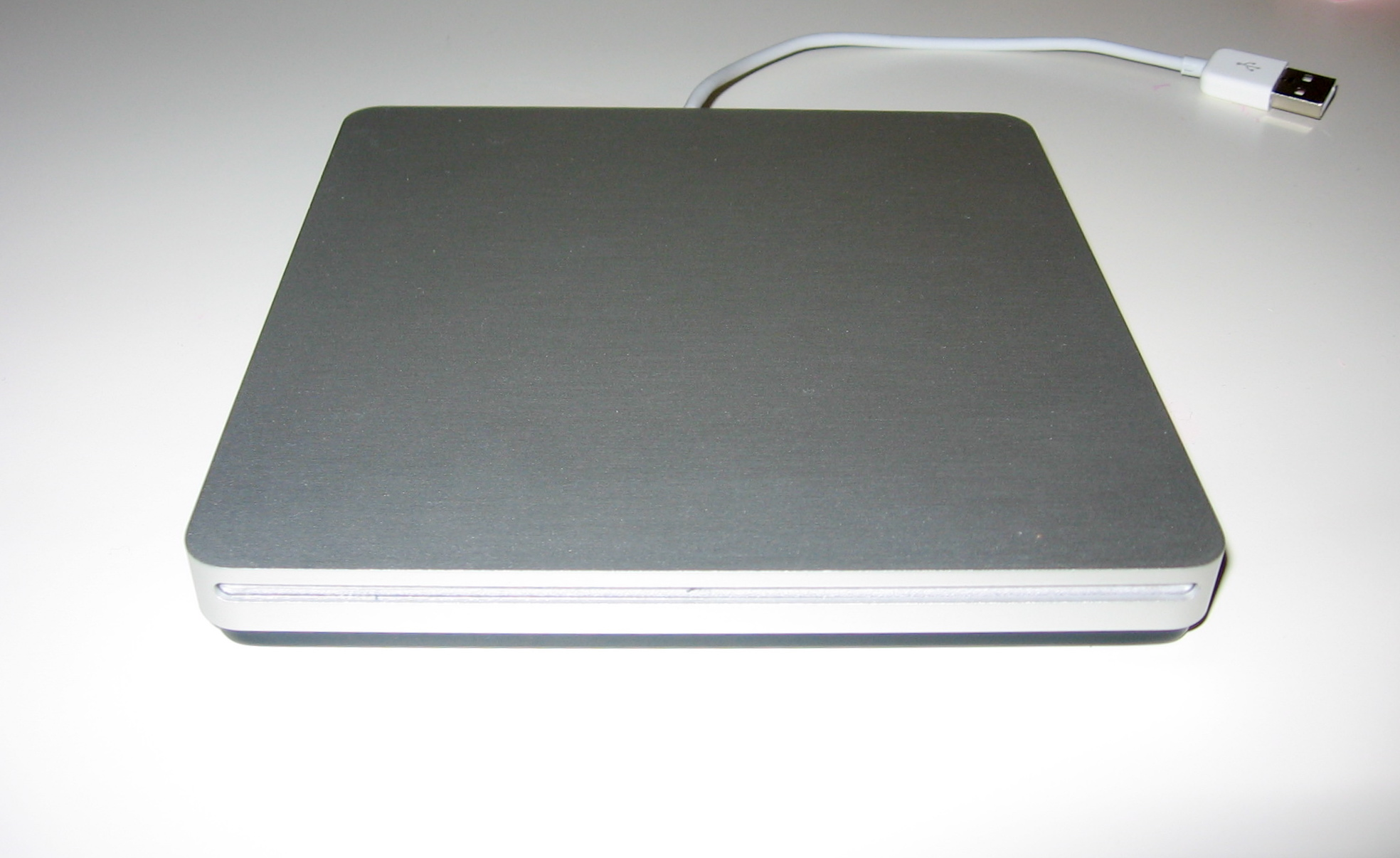
5,25″ SuperDrive

## Theoretische Brenndauer im Vergleich
In den nachfolgenden Tabellen wird die Brenndauer der typisch auf dem Markt verbreiteten Rohlinge (Discs) verglichen.

### Compact Disc
| Typische Brenngeschw. | Datenrate (in KiB/s) | Brenndauer (in min) | Brenndauer (in min) | Brenndauer (in min) | Brenndauer (in min) |
| Typische Brenngeschw. | Datenrate (in KiB/s) | Mini-CD 210 MB      | CD-R 650 MB         | CD-R 700 MB         | CD-R 800 MB         |
| --------------------- | -------------------- | ------------------- | ------------------- | ------------------- | ------------------- |
| 01-fach               | 150                  | 23,9                | 74,0                | 79,6                | 91,0                |
| 02-fach               | 300                  | 11,9                | 37,0                | 39,8                | 45,5                |
| 04-fach               | 600                  | 6,0                 | 18,5                | 19,9                | 22,8                |
| 08-fach               | 1200                 | 3,0                 | 9,2                 | 10,0                | 11,4                |
| 12-fach               | 1800                 | 2,0                 | 6,2                 | 6,6                 | 7,6                 |
| 16-fach               | 2400                 | 1,5                 | 4,6                 | 5,0                 | 5,7                 |
| 24-fach               | 3600                 | 1,0                 | 3,1                 | 3,3                 | 3,8                 |
| 32-fach               | 4800                 |                     | 2,3                 | 2,5                 | 2,8                 |
| 48-fach               | 7200                 |                     | 1,5                 | 1,7                 | 1,9                 |
| 52-fach               | 7800                 |                     | 1,4                 | 1,5                 | 1,8                 |

### Digital Versatile Disc
| Typische Brenngeschw. | Datenrate (in KiB/s) | Brenndauer (in min) | Brenndauer (in min) | Brenndauer (in min) |
| Typische Brenngeschw. | Datenrate (in KiB/s) | MiniDVD 1,46 GB     | DVD R 4,7 GB        | DVD DL 8,5 GB       |
| --------------------- | -------------------- | ------------------- | ------------------- | ------------------- |
| 0,1-fach              | 1385                 | 18,4                | 59,3                | 107,3               |
| 0,2-fach              | 2770                 | 9,2                 | 29,7                | 53,6                |
| 2,4-fach              | 3324                 | 7,7                 | 24,7                | 44,7                |
| 0,4-fach              | 5540                 | 4,6                 | 14,8                | 26,8                |
| 0,6-fach              | 8310                 |                     | 9,9                 | 17,9                |
| 0,8-fach              | 11080                |                     | 7,4                 | 13,4                |
| ,12-fach              | 16620                |                     | 4,9                 | 8,9                 |
| ,16-fach              | 22160                |                     | 3,7                 | 6,7                 |
| 18-fach               | 24900                |                     | 3                   | 6                   |
| 20-fach               | 27700                |                     | 3                   | 5                   |
| 22-fach               | 30500                |                     | 3                   | 5                   |
| 24-fach               | 33200                |                     | 2                   | 4                   |

### Blu-ray Disc
| Typische Brenngeschw. | Datenrate (in MByte/s) | Brenndauer (in min) | Brenndauer (in min) | Brenndauer (in min)   | Brenndauer (in min)   |
| Typische Brenngeschw. | Datenrate (in MByte/s) | BD 25 GB            | BD DL 50 GB         | BDXL (3 Layer) 100 GB | BDXL (4 Layer) 128 GB |
| --------------------- | ---------------------- | ------------------- | ------------------- | --------------------- | --------------------- |
| 01-fach               | 4,5                    | 94,8                | 189,6               | 379,3                 | 485,5                 |
| 02-fach               | 9                      | 47,4                | 94,8                | 189,6                 | 242,7                 |
| 04-fach               | 18                     | 23,7                | 47,4                | 94,8                  | 121,4                 |
| 06-fach               | 27                     | 15,8                | 31,6                |                       |                       |
| 08-fach               | 36                     | 11,9                | 22,5                |                       |                       |
| 12-fach               | 54                     | 7,9                 | 15                  |                       |                       |
| 16-fach               | 72                     | 5,625               | 11,25               |                       |                       |

Die Brenndauer entspricht der Zeit, bis ein Rohling komplett mit Daten beschrieben worden ist. Diese Werte ergeben sich aus der Datenrate und der Datenkapazität des Rohlings.
In der Praxis ist meist die Brenndauer höher, da die Rohlinge bei hohen Brenngeschwindigkeiten nicht von Anfang an mit der eingestellten Brenngeschwindigkeit beschrieben werden. Die Daten werden auf den Rohling i. d. R. von innen nach außen geschrieben, dabei ist die Brenngeschwindigkeit innen langsamer. Des Weiteren werden z. B. für das Lead-in bzw. Lead-out die Brenngeschwindigkeit verändert. Ein Datenabriss (Buffer-Underrun) trägt ebenfalls zu einer längeren Brenndauer bei.

## Brenn-Beschriftungstechniken
Ab 2004 kamen unterschiedliche Verfahren auf den Markt, einen CD- oder DVD-Rohling direkt mit dem Brenner und einem geeigneten Programm zu beschriften. 2004 kündigte Hewlett Packard LightScribe an, 2005 entwickelte Yamaha seinen ursprünglich für CD-Rohlinge gedachten DiscT@2-Standard zu Labelflash weiter. HP stellte ab 2011 die Auslieferung von Laufwerken mit LightScribe ein.

## Recorder Identification Code
Auf Druck der Musikindustrie (vertreten durch IFPI und RIAA) hat Philips einen sogenannten Recorder Identification Code (RID) als Maßnahme zur eindeutigen Zuordnung jeder gebrannten CD zu ihrem Brenner in die Rainbow Books aufgenommen. Der RID-Code ist damit das Gegenstück zum Source Identification Code (SID), dem acht Zeichen langen Herstellercode für CD-Rohlinge.
Der RID-Code setzt sich zusammen aus dem Herstellercode (zum Beispiel „PHI“ für Philips), der Modellnummer und der eindeutigen Seriennummer des Brenners.
2006 erhielt Philips hierfür den Negativpreis Big Brother Award.

## Inkompatibilitäten
Im Zusammenhang vor allem mit dem Brennen von CDs treten immer wieder Inkompatibilitäten auf, die häufig auf eine falsche Schreibstrategie in den betroffenen Geräten zurückzuführen sind.
- Einige CD-Brenner können bestimmte Rohlinge nicht verarbeiten.
- Vor allem ältere CD-ROM-Laufwerke und Audio-CD-Spieler können gebrannte CDs nicht lesen oder nur auf bestimmte Rohlinge gebrannte CDs lesen. Alternativ wird die gebrannte CD zwar erkannt, es kommt aber zu Lesefehlern.
- Ältere CD-ROM-Laufwerke und Audio-CD-Spieler können gebrannte CD-RWs nicht lesen.
- CD-RWs, die mit mehr als vierfacher Geschwindigkeit gebrannt wurden, können von älteren Geräten nicht gelesen werden.

Diskutiert wird in diesem Zusammenhang auch, ob die Brenngeschwindigkeit bei CD-Rs einen Einfluss auf deren Lesbarkeit in anderen Geräten hat.
Wird die gebrannte CD zwar erkannt, wobei es aber zu Lesefehlern kommt, kann dies auch an Staub in der Lasereinheit der betroffenen Geräte liegen.